# ويلي شنايدر (عداء سريع)
ويلي شنايدر هو عداء سريع سويسري، ولد في 20 أكتوبر 1929.

## وصلات خارجية
- ويلي شنايدر على موقع اللجنة الأولمبية الدولية (الإنجليزية)
- ويلي شنايدر على موقع أوليمبيديا (الإنجليزية)